# 688 г. пр.н.е.

## Събития

### В Европа
- В Гърция се провеждат 23-те Олимпийски игри:
  - Боксът е въведен като нова дисциплина на игрите, а първи шампион става Ономаст от Смирна, за когото се твърди, че е изработил правилата на спорта при въвеждането му.[1]
  - Победител в дисциплината бягане на разстояние един стадий става Икар от Хиперезия (Hyperesia).[1]
- Заселници от Родос и Крит основават град Джела в Сицилия.[2]

### В Азия

#### В Асирия
- Цар на Асирия е Сенахериб (705 – 681 пр.н.е.).[3]
- След като завладява Вавилон през миналата 689 г. пр.н.е., Синахериб започва второто си царуване над Вавилония продължило от 688 до 681 г. пр.н.е. поради жестокото отношение на царя към свещения за халдеите и много асирийци град по-късните вавилонски източници се опитват да изтрият този период наричайки го „безцарствен“.[4]

#### В Елам
- Единадесет месеца след като получава сърдечен удар царят на Елам Хума-Менану III (692 – 689/8 пр.н.е) умира, а на трона се възкачва Хума-Халдаш I (689/8 – 681 г. пр.н.е.).[5]

### В Африка

#### В Египет
- Фараон на Египет е Тахарка (690 – 664 г. пр.н.е.).[6]

## Починали
- Хума-Менану III, цар на Елам (възможно е да е починал през миналата 689 пр.н.е.)